# Боброзеро
Боброзеро (рос. Боброзеро)  — присілок Бокситогорського району Ленінградської області Росії. Входить до складу Радогощинського сільського поселення.
Населення —  23 особи (2012 рік). 

## Населення
| 2007 | 2010 | 2017 |
| ---- | ---- | ---- |
| 30   | ↘20  | ↗23  |